# تاریخ مؤسسات تمدنی جدید ایران
تاریخ موسسات تمدنی جدید ایران کتابی از حسین محبوبی اردکانی است که در سال ۱۳۶۸ منتشر و در مراسم کتاب سال جمهوری اسلامی ایران به‌عنوان کتاب برگزیده معرفی شد.